# Куприянов, Дмитрий Андреевич
Дмитрий Андреевич Куприянов (26 ноября 1901 года, дер. Лодыгино, Олонецкая губерния — 3 марта 1971 года, Киев) — советский военачальник, Герой Советского Союза (3.06.1944). Генерал-лейтенант (5.07.1946).

## Начальная биография
Дмитрий Андреевич Куприянов родился 26 ноября 1901 года в деревне Лодыгино Каргопольского уезда Олонецкой губернии (ныне Каргопольский район Архангельской области) в крестьянской семье.

## Военная служба

### Гражданская война
С сентября 1920 года служил в Красной Армии. Принимал участие в Гражданской войне в качестве красноармейца в 38-м запасном полку (Вологда), с октября в 1-м боевом Вологодском полку. С ноября 1920 года служил красноармейцем 403-го стрелкового и 137-го стрелкового полков 45-й стрелковой дивизии на Юго-Западном фронте.

### Межвоенный период
В 1921 году окончил дивизионную школу в 45-й стрелковой дивизии, с августа продолжил службу в прежнем полку и участвовал в боевых действиях против бандитизма в Киевской, Винницкой и Каменец-Подольской губерниях. С мая 1922 года учился на 56-х Черниговских пехотных курсах, откуда был переведён в 5-ю Киевскую пехотную школу и окончил её в 1925 году. С августа 1925 года служил в 81-м стрелковом полку 27-й стрелковой дивизии Западного военного округа (Витебск) в качестве командира взвода и помощника командира роты. С сентября 1926 года служил на Смоленских повторных курсах политруков командиром взвода и инструктором. С сентября 1928 года по апрель 1933 года служил в 99-м стрелковом полку 33-й стрелковой дивизии этого округа (Могилёв) командиром роты и помощником начальника штаба полка. Затем направлен учиться в академию.
В 1930 году вступил в ВКП(б).
В 1936 году окончил Военную академию РККА имени М. В. Фрунзе. С ноября 1936 года служил преподавателем тактики Киевского пехотного училища, с октября 1937 года — помощником начальника первого отделения, а с апреля по октябрь 1940 года — начальником второго отделения первого отдела штаба Киевского Особого военного округа. Затем опять убыл в академию.
В 1941 году окончил Академию Генерального штаба РККА.

### Великая Отечественная война
В июле 1941 года подполковник Куприянов был назначен на должность начальника отделения в оперативном отделе, а затем на должность начальника оперативного отдела 31-й армии, формировавшейся в резерве Ставки ВГК. Вместе с армией с сентября 1941 года принимал участие в операциях на Ржевском направлении, в связи с передислокацией армии в октябре 1941 года с Западного на Калининский фронт Куприянов принял участие в Калининской оборонительной и Калининской наступательной операциях.
11 декабря 1941 года Д. А. Куприянов был снят с должности и отдан под суд военного трибунала 31-й армии, приговорившего через несколько дней к 10 годам исправительно-трудовых лагерей за невыполнение боевого приказа с отсрочкой исполнения приговора до окончания военных действий. 20 декабря был назначен с понижением на должность начальника штаба 250-й стрелковой дивизии в 31-й армии. На этой должности Куприянов в период боёв за освобождение Калинина организовал ведение боевых действий дивизии, в результате которых было захвачено 24 орудия противника, а также разгромлены артиллерийский полк и несколько полков пехоты. 20 января 1942 года армейский трибунал снял судимость с Куприянова как с искупившего в бою свою вину перед Родиной.
В марте 1942 года был назначен на должность командира 5-й стрелковой дивизии 31-й армии Калининского фронта, сражавшейся на Ржевском направлении. В октябре 1942 года за успешные боевые действия, организованность и высокую дисциплину дивизии было присвоено гвардейское звание, в связи с чем она была переименована в 44-ю гвардейскую. Сам полковник Куприянов в августе 1942 года был тяжело ранен и вернулся в строй дивизии в октябре того же года.
27 ноября 1942 года полковнику Куприянову было присвоено звание «Генерал-майор».
Тогда же дивизия была передана в 6-й гвардейский стрелковый корпус 1-й гвардейской армии Юго-Западного фронта. В ходе Сталинградской битвы дивизия прорвала оборону противника и успешно выполнила поставленные перед ней задачи в районе городов Богучар и Радчинск. В течение зимы 1942—1943 годов 44-я гвардейская стрелковая дивизия генерала Куприянова вела наступление в направлении Ворошиловград — Изюм — Барвенково — Александровка, а весной и летом 1943 года дивизия удерживала Изюмский плацдарм, обороняя левый берег реки Северный Донец к западу от города Изюм. Принимала участие в Изюм-Барвенковской операции.
В июле 1943 года Куприянов был назначен на должность командира 66-го стрелкового корпуса (37-я армия). Участвовал в Донбасской наступательной операции.
Командир 66-го стрелкового корпуса (12-я армия, Юго-Западный фронт) генерал Куприянов проявил мужество в ходе битвы за Днепр. В ночь на 26 сентября 1943 года Куприянов с частью сил корпуса под сильным артиллерийско-миномётным огнём форсировал Днепр, захватив плацдарм в районе села Петро-Свистуново (Вольнянский район, Запорожская область). Вскоре корпус расширил плацдарм до 7 км по фронту и 4 км в глубину. В октябре 1943 года корпус прорвал оборону противника у северной окраины города Запорожье, овладев частью города, заводом «Запорожсталь» и плотиной ДнепроГЭС.
Указом Президиума Верховного Совета СССР от 3 июня 1944 года за форсирование Днепра и проявленные при этом стойкость и личную отвагу, умелое руководство войсками генерал-майору Дмитрию Андреевичу Куприянову присвоено звание Героя Советского Союза с вручением ордена Ленина и медали «Золотая Звезда» (№ 3460).
В феврале 1944 года 66-й стрелковый корпус 6-й армии 2-го Украинского фронта в ходе Никопольско-Криворожской наступательной операции овладел островом Хортица, Днепрогэс и городом Никополь. В ходе Березнеговато-Снигирёвской и Одесской наступательных операций весной 1944 года корпус наступал в направлении городов Николаев и Одесса. В ходе Ясско-Кишинёвской наступательной операции в августе 1944 года корпус за трое суток наступления подвинулся на 70 километров, освободив свыше 150 населённых пунктов. В сентябре 1944 года части корпуса заняли Болгарию и до окончания войны оставались на её территории.

### Послевоенная карьера
После завершения боевых действия командовал тем же корпусом, переданным в июле 1945 года в Южную группу войск. С августа 1946 года командовал 82-м стрелковым корпусом в Одесском военном округе. С августа 1948 года — помощник командующего войсками Одесского военного округа. С января 1953 года командовал 128-м стрелковым корпусом в Белорусском военном округе. С февраля 1954 года был главным военным советником при Казарменной народной полиции Германской Демократической Республики, с февраля 1955 года — первым заместителем командующего 7-й механизированной армией Белорусского ВО, с апреля 1957 года — заместителем командующего по боевой подготовке — начальником Управления боевой подготовки Южной группы войск.
В январе 1961 года генерал-лейтенант Д. А. Куприянов уволен в отставку по болезни. Жил в Киеве и активно участвовал в общественной работе.

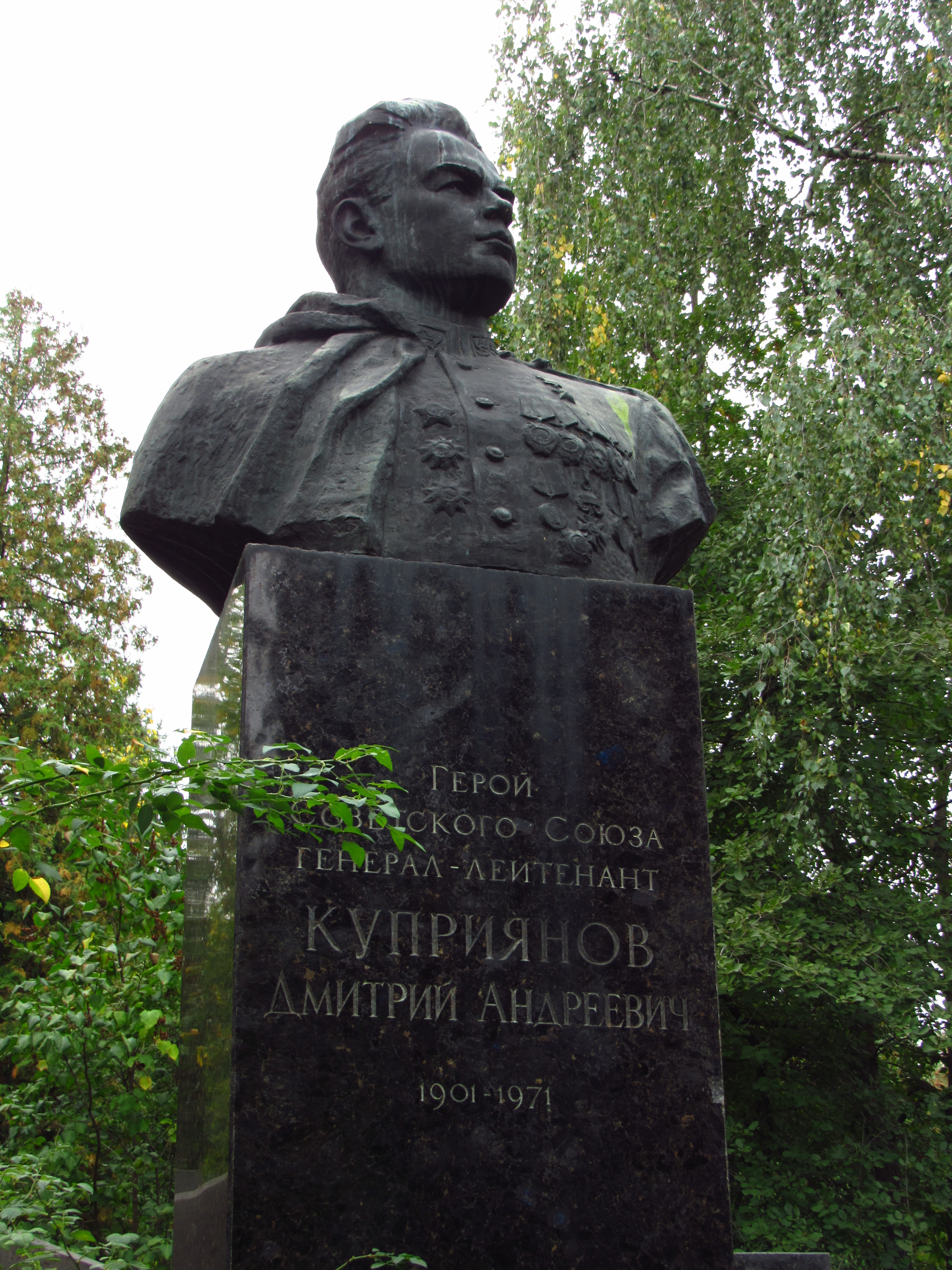
Надгробие Д. А. Куприянова

Умер в Киеве 3 марта 1971 года. Похоронен на Байковом кладбище.

## Награды
- Медаль «Золотая Звезда» Героя Советского Союза (3.06.1944);
- два ордена Ленина (3.06.1944, 21.02.1945);
- три ордена Красного Знамени (5.05.1942, 3.11.1944);
- орден Суворова 2-й степени (8.02.1943);
- орден Кутузова 2-й степени (13.09.1944);
- Орден Богдана Хмельницкого 2-й степени (19.03.1944);
- медали СССР[2];
- Орден Заслуг Венгерской Народной Республики 5-го класса (Венгрия).